# Grenlandczycy

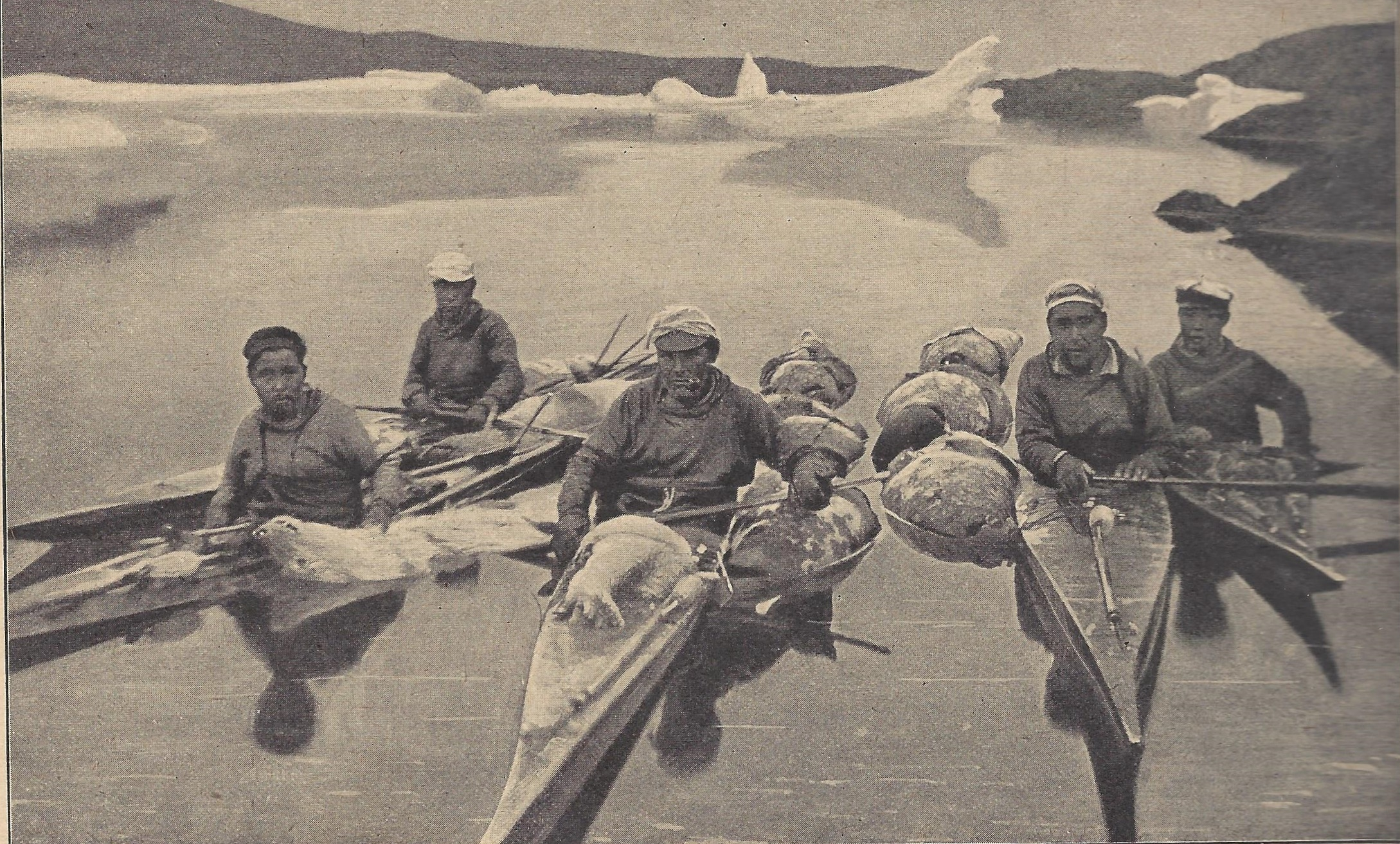
Grenlandczycy w trakcie polowania na foki, ok. 1900

Grenlandczycy – naród zamieszkujący Grenlandię (ok. 56–57 tys. w 2015 r.), a także nielicznie Danię (ok. 15 tys. w 2015 r.). Używa języka grenlandzkiego, należącego do grupy języków eskimo-aleuckich.
Grenlandczycy językowo, etnograficznie i antropologicznie nie różnią się w sposób zasadniczy od zamieszkujących Arktykę Eskimosów (Inuitów), sami też uważają się za ludność pochodzącą od Eskimosów oraz zmieszanych z nimi potomków normańskich osadników, osiadłych na Grenlandii w X i XI w.
W większości wyznają luteranizm.